# Orpha, Wyoming
Orpha, ursprungligen även känt som Stephen eller Stephens, är en mindre ort i Converse County i den amerikanska delstaten Wyoming, belägen vid norra sidan av North Platte River omkring 14 kilometer nordväst om countyts huvudort Douglas.
Genom orten går BNSF:s järnväg och delstatsvägen Wyoming Route 93.

## Historia
På södra sidan av floden några kilometer nedströms ligger det historiska Fort Fetterman, som var i bruk från 1867 till 1882. Några kilometer nordost om Orpha ligger resterna av en så kallad "Hog Ranch", en saloon som var en känd spelhåla i fortets närområde.
Bosättningen uppstod som en mindre station vid Chicago, Burlington and Quincy Railroads järnväg (idag BNSF). Stationen kallades ursprungligen Stephens (även Stephen) men när postkontoret öppnades 1918 i samband med att orten byggdes ut döptes postkontoret till Orpha, för att undvika sammanblandning med andra orter. Orten namngavs då efter Orpha Grace Tracy, fru till den lokala postmästaren. Namnet kom senare att användas om hela orten och järnvägsstationen. Postkontoret stängdes 1965.